# Raymondville (Texas)
Raymondville is een plaats (city) in de Amerikaanse staat Texas, en valt bestuurlijk gezien onder Willacy County.

## Demografie
Bij de volkstelling in 2000 werd het aantal inwoners vastgesteld op 9733.
In 2006 is het aantal inwoners door het United States Census Bureau geschat op 9574, een daling van 159 (-1,6%).

## Geografie
Volgens het United States Census Bureau beslaat de plaats een oppervlakte van
9,8 km², geheel bestaande uit land. Raymondville ligt op ongeveer 11 m boven zeeniveau.

## Plaatsen in de nabije omgeving
De onderstaande figuur toont nabijgelegen plaatsen in een straal van 12 km rond Raymondville.